# Делон, Этьен
Этьен Делон,  также Стефанус (фр. Étienne Delaune, Delaulne, De Laune, 1518, Париж (Орлеан?) — около 1583, Страсбург) — французский рисовальщик-орнаменталист, медальер, гравёр и ювелир.
О жизни Этьена Делона известно немного. По некоторым источникам, художник родился в Париже, но более вероятно, что в Орлеане, в 1518 году. Свои гравюры подписывал инициалами (S, SF, или S. Fecit), иногда полностью, латинским именем: Stephanus fecit (сделал Стефанус).
В 1530−1550-х годах работал ювелиром в Париже. Существуют сведения, что Делону на первых порах помогал знаменитый итальянский художник-ювелир Бенвенуто Челлини, который с 1537 года эпизодически работал в Париже и Фонтенбло. В 1552 году Э. Делон был назначен медальером Королевского монетного двора. Выполнял заказы и отдельные поручения короля Генриха II. Изготавливал предметы парадного оружия, в том числе создал доспехи и щит Генриха II с рельефным изображением победы Ганнибала над римлянами при Каннах в 216 г. до н. э. Орнаментальные гравюры работы Делона по стилю близки произведениям итальянских маньеристов школы Фонтенбло.
Этьен Делон создал множество гравюр (чаще с помощью приглашаемых резчиков) по рисункам и живописным оригиналам Рафаэля и его учеников, в частности Маркантонио Раймонди, а также итальянских мастеров Фонтенбло, но ещё больше — по рисункам своего сына Жана, с которым он провёл большую часть своей жизни в Страсбурге. Его индивидуальный стиль также испытал влияние немецких гравёров кляйнмайстеров.
В 1572 году вместе с Жаном, как протестант, Делон был вынужден бежать в Страсбург. В 1576—1580-х годах работал в Аугсбурге.

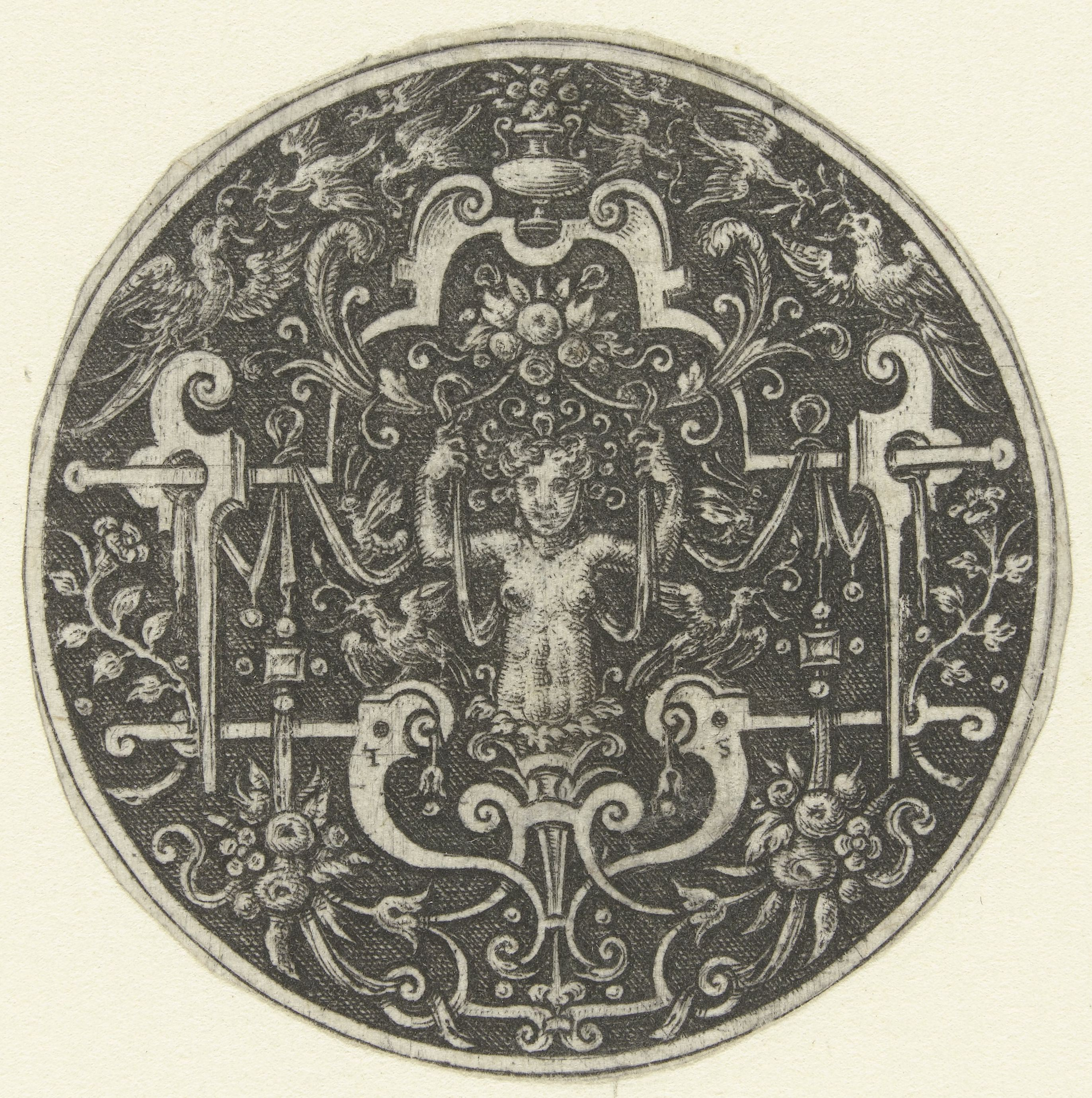
Гротеск с женской фигурой. Офорт
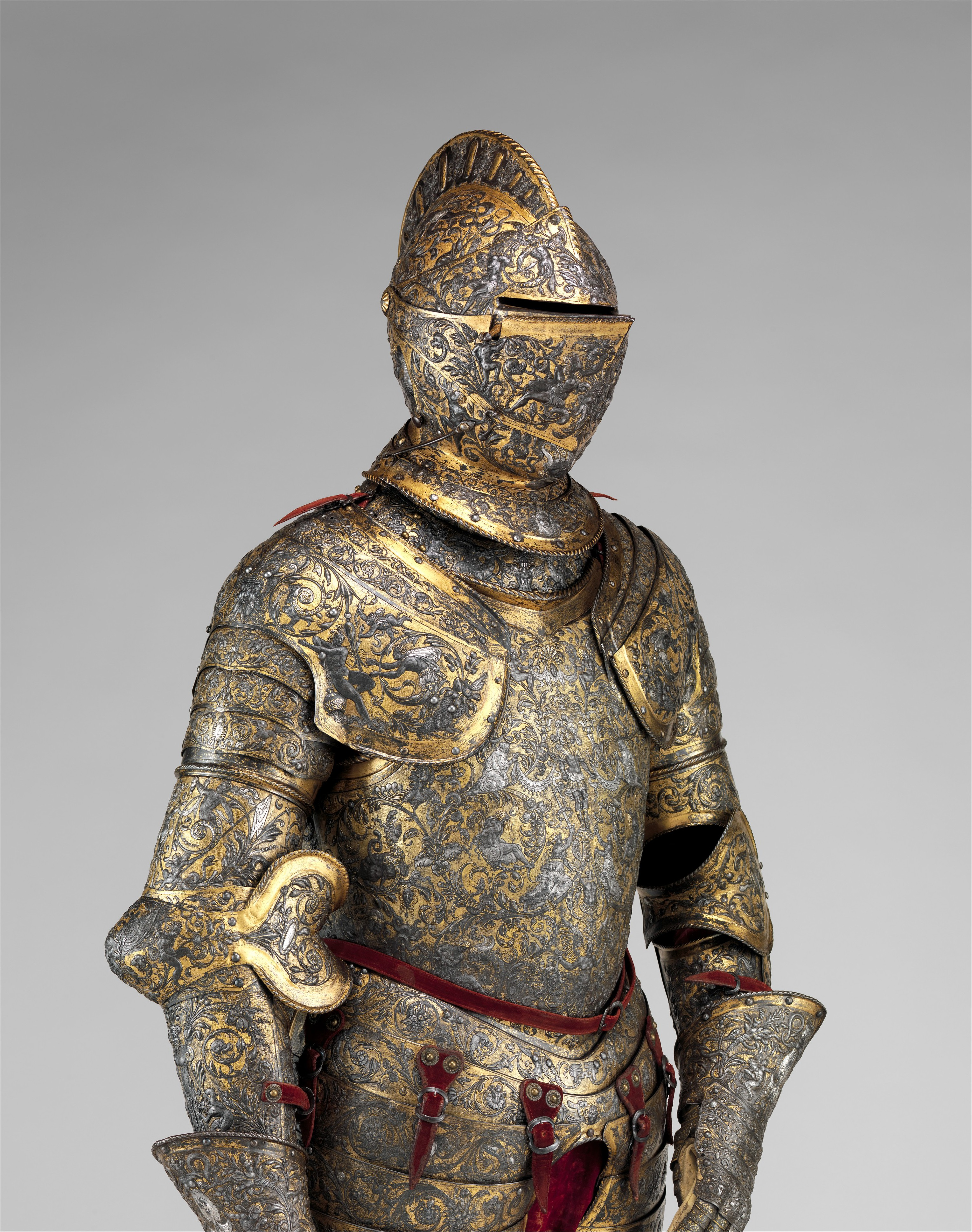
Парадные доспехи короля Генриха II. Ок. 1555 г. Сталь, серебро, золото, чеканка. Метрополитен-музей, Нью-Йорк
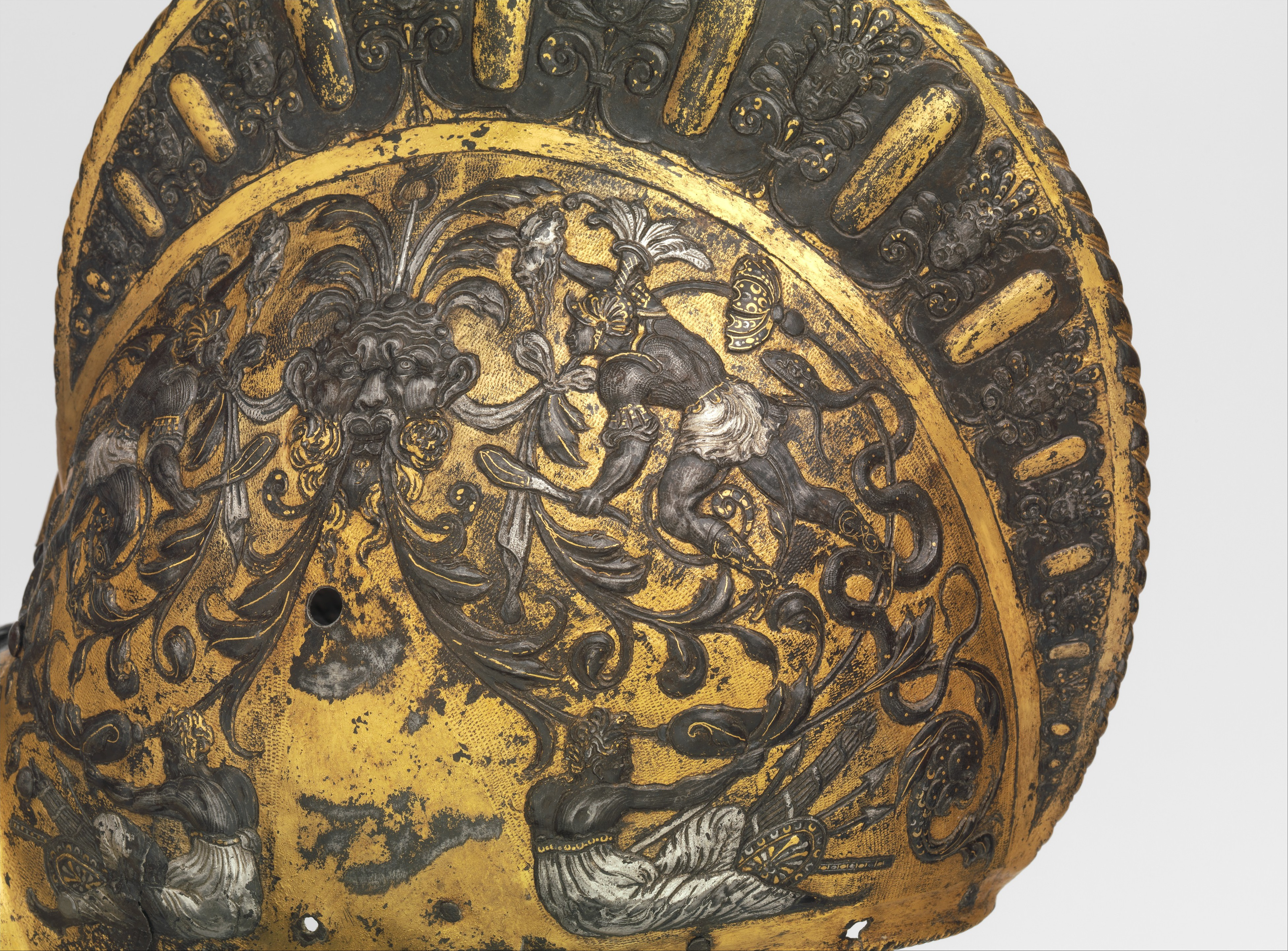
Шлем короля Генриха II. Деталь
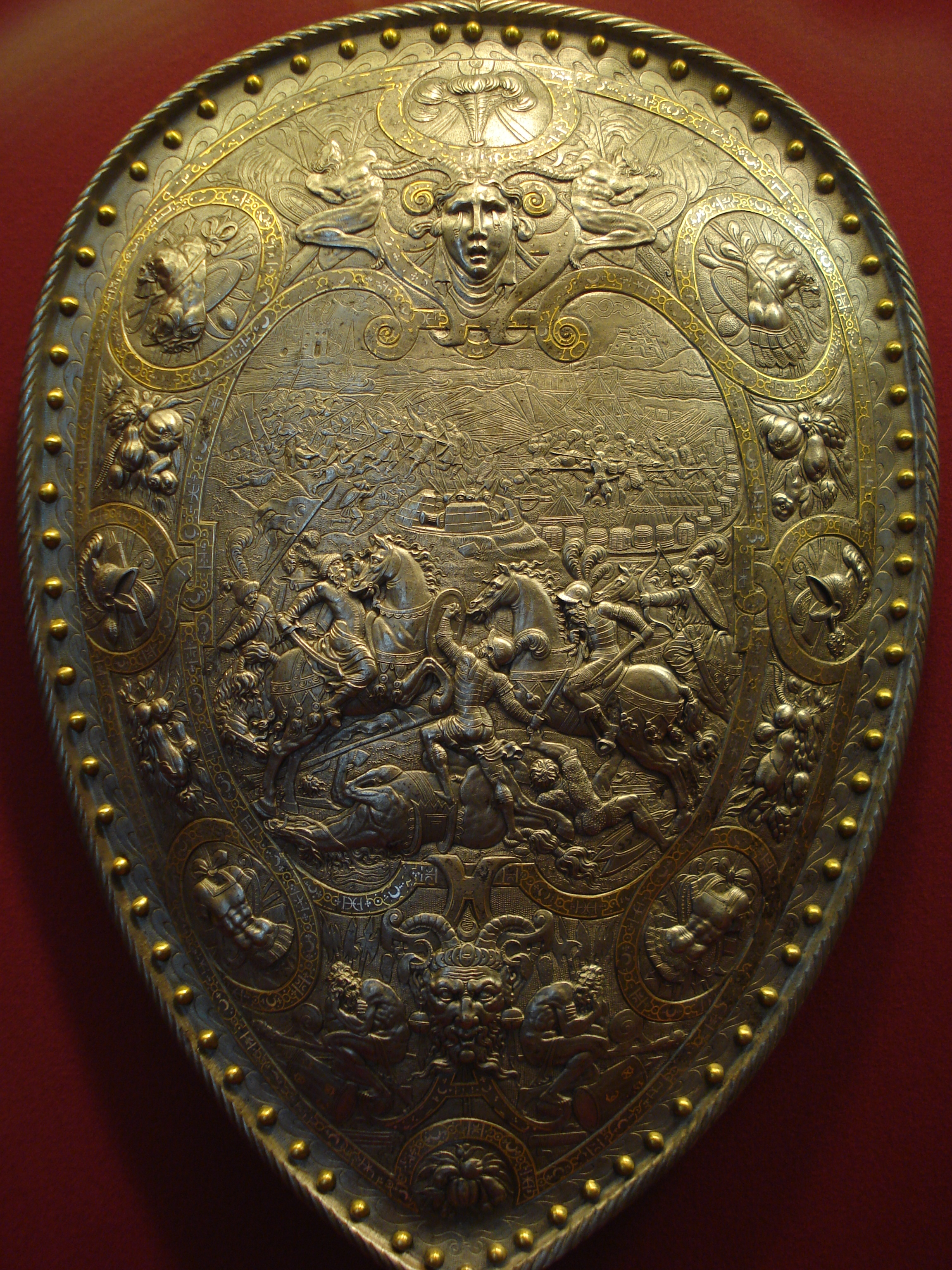
Щит Генриха II
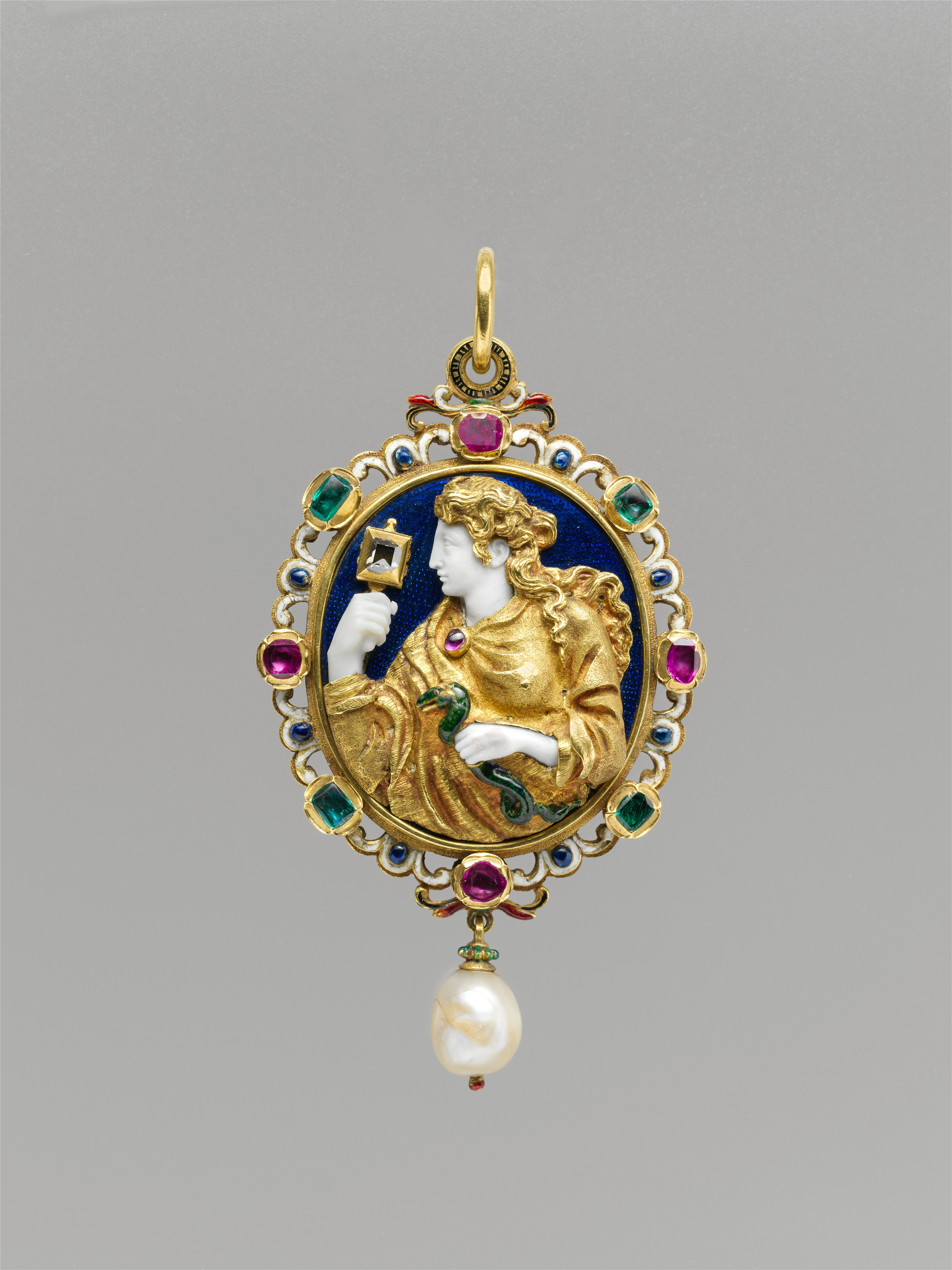
Подвеска. 1550—1560. Золото, платина, эмаль, рубины, изумруды, бриллианты, жемчуг
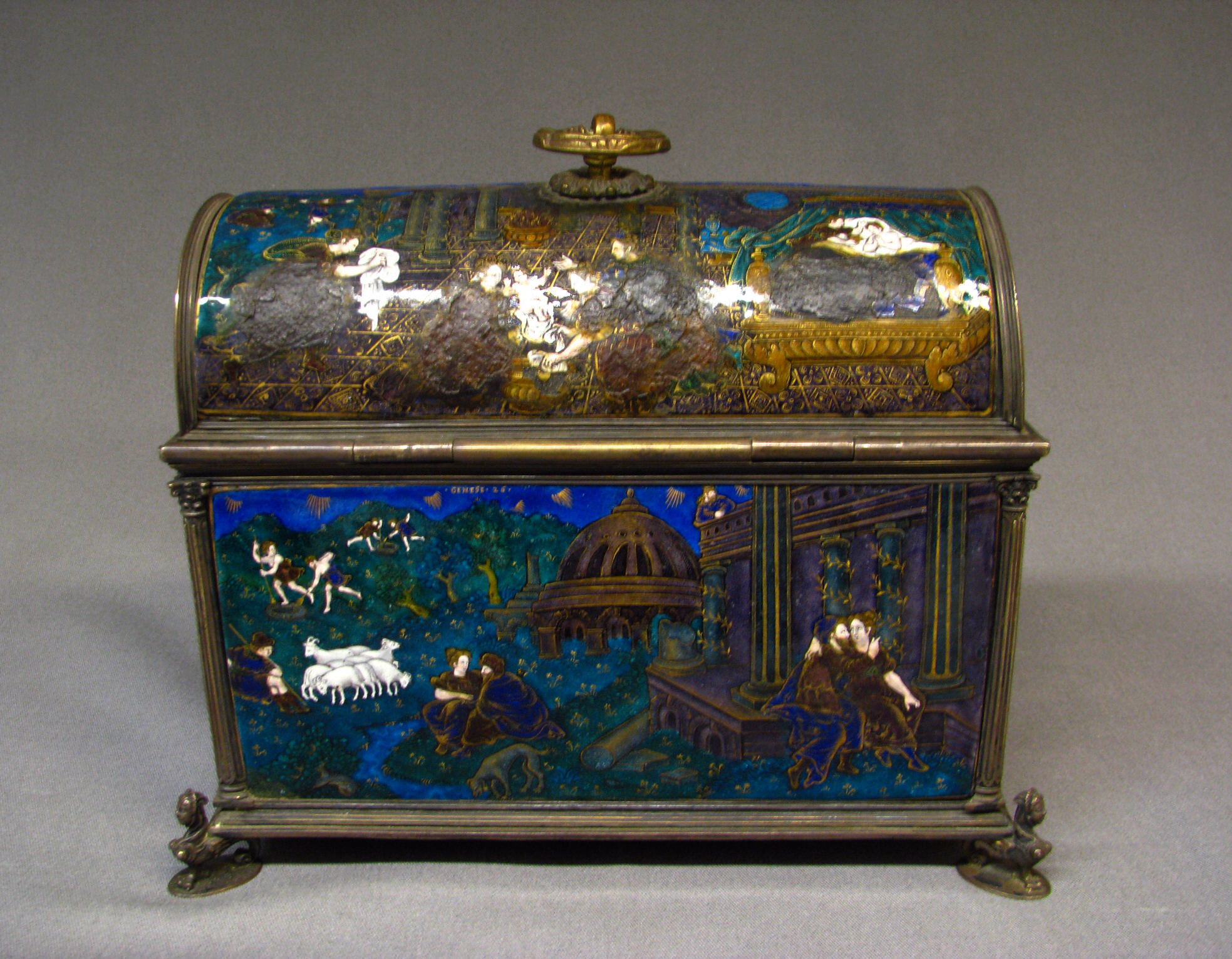
Шкатулка со сценами Происхождения мира. Медь, расписная эмаль, частичное золочение, серебро. Метрополитен-музей, Нью-Йорк
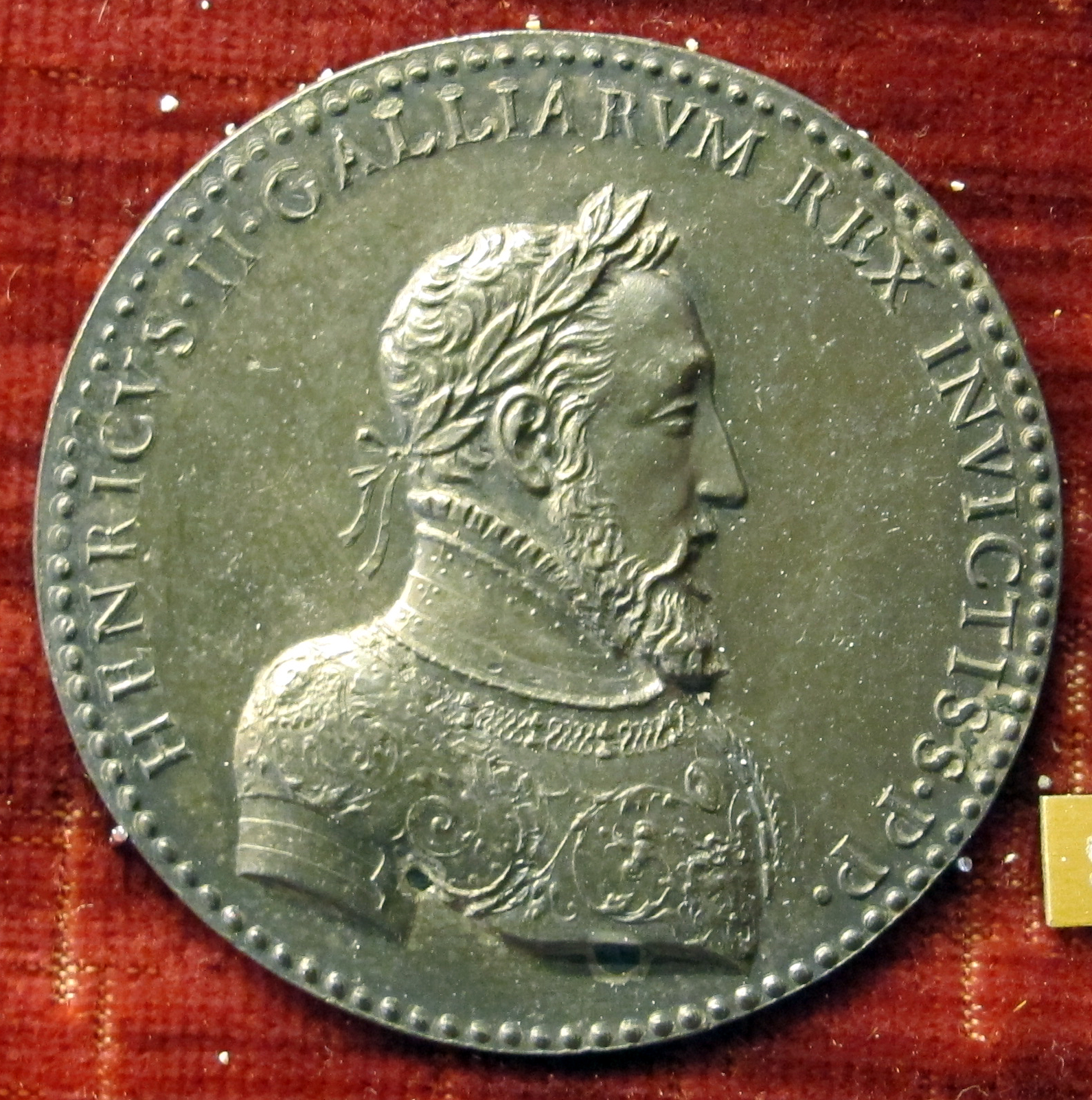
Генрих II, король Франции. Медаль. 1552
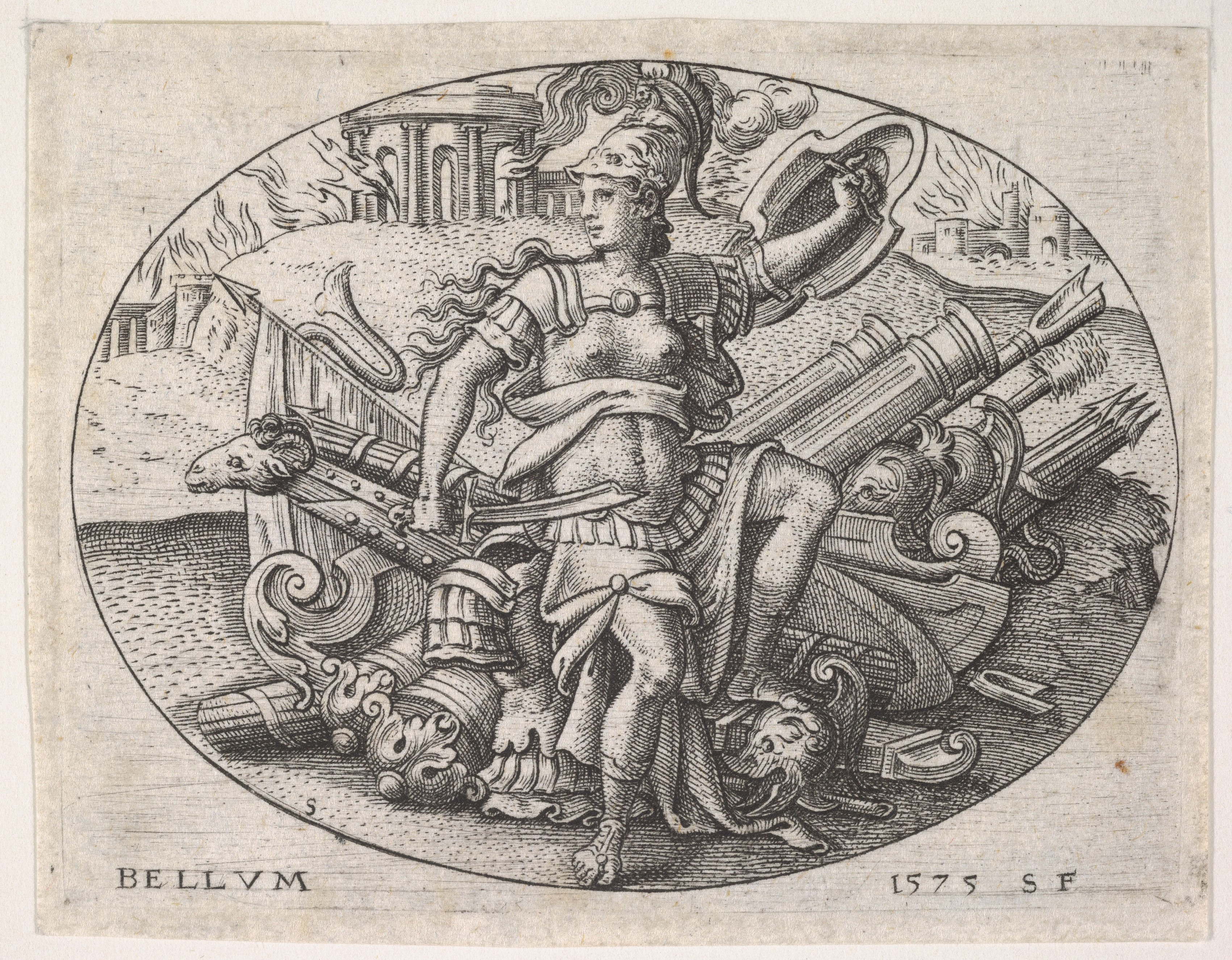
Беллона на трофеях оружия. Офорт
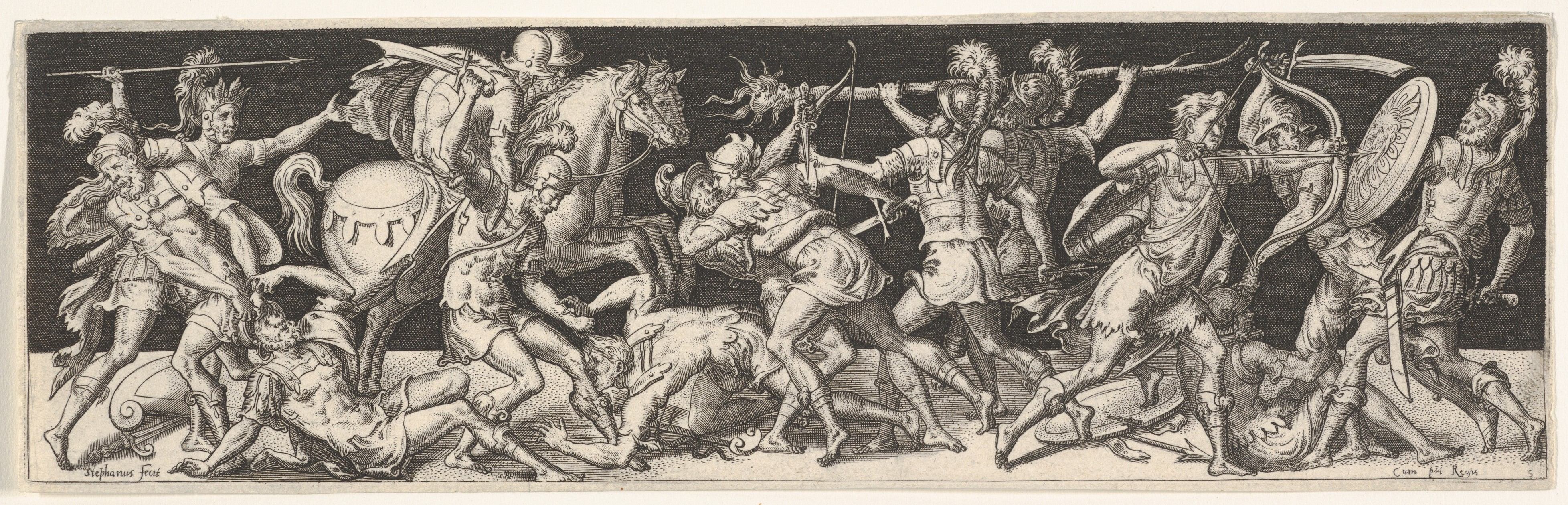
Композиция из серии «Сражения и триумфы»